# Necati Akder
Abdullah Necati Akder (* 13. Juli 1901 in Istanbul; † 20. März 1986 in Ankara) war ein türkischer Philosoph, Soziologe und Hochschullehrer, der unter anderem 1960 bis 1961 Vorsitzender des Türk Ocağı war, eines Vereins, der zunächst den Turanismus und später einen türkischen Nationalismus im Rahmen des Misak-ı Millî propagierte und Mustafa Kemal Atatürk nahestand. In seinen Arbeiten befasste er sich mit den Problemen der Türkei auf soziologischer und philosophischer Grundlage.

## Leben

### Studium und Lehrer
Akder absolvierte seine Primarausbildung an der Köprülü-Fâzıl-Ahmed-Pascha-Schule, die er 1916 beendete. Danach begann er ein Studium am Dar-ül-muallimin, dem späteren Lehrerkolleg für Männer (Erkek Öğretmen Okulu) in Istanbul und nahm nach deren Abschluss 1918 eine Tätigkeit als Lehrer an einer speziellen Vor- und Grundschule für Waisen im Istanbuler Stadtteil Beykoz auf. 1923 setzte er seine Ausbildung für Mittelschullehrer am Dar-ül-muallimin fort und im Anschluss für Oberschullehrer am Yüksek Muallim Mektebi. Zugleich begann er ein Studium der Philosophie an der Darülfünun, der 1900 von Sultan Abdülhamid II. gegründeten ersten Universität des Osmanischen Reiches im europäischen Sinne.
Während des Studiums kam es nach dem türkischen Befreiungskrieg zur Gründungsphase der Türkischen Republik durch Mustafa Kemal Atatürk. Akder selbst wurde durch die Lehre seines Professors Ziya Gökalp geprägt, aber auch durch die Veröffentlichung von Mehmet İzzet zur Theorie der Nationalität und des nationalen Lebens unter dem Titel Milliyet Nazariyeleri ve Milli Hayat.
Nach Abschluss des Studiums 1928 arbeitete Akder zunächst als Philosophielehrer am Gymnasium von Trabzon, danach an der Mittelschule in Afyonkarahisar sowie am Gymnasium von Erzurum, ehe er zuletzt bis 1933 Dozent für Literatur am dortigen Lehrerkolleg war. 1933 wurde er vom Bildungsministerium zu weiteren Studien der Philosophie nach Frankreich entsandt, wo er bis 1936 an der Universität von Paris Sorbonne studierte. Im Anschluss absolvierte er einen weiteren Studienaufenthalt an der Friedrich-Wilhelms-Universität zu Berlin zur Erforschung der deutschen Philosophie und dem Vergleich der osmanischen mit der europäischen Kultur.

### Hochschullehrer in Ankara und Werke
1939 kehrte Akder in die Türkei zurück und nahm an der Universität Ankara eine Tätigkeit als Dozent für Philosophie an der dortigen Fakultät Sprachwissenschaften, Geschichte und Geografie an. In der Folgezeit unterstützte er den ebenfalls 1939 zum Direktor des dortigen Instituts für Philosophie ernannten französischen Philosophen Olivier Lacombe beim Aufbau der Abteilung für Philosophie, der Gestaltung des Unterrichts sowie der Kurse und Seminare für die Geschichte der Philosophie.
1942 wurde Akder nach der Veröffentlichung seiner Habilitationsschrift Modern Bir Kültür Buhranının ifadesi Olarak Bazı Felsefe Problemlerinin Tetkikine Giriş zum außerordentlichen Professor ernannt. In dieser Schrift befasste er sich erstmals mit den Problemen der modernen Kultur aus philosophischer Sicht und schuf damit die Grundlagen für seine späteren Untersuchungen zu den Problemen der Türkei auf soziologischer und philosophischer Grundlage und mit entsprechenden Lösungsansätzen. Daneben wurde er 1944 Vize-Direktor des Instituts für Philosophie und war als solcher maßgeblich für Management und Organisation verantwortlich. Daneben gab er 1945 bis 1946 Philosophie-Kurse an der Heeresschule (Harp Okulu).
In seinem 1946 erschienenen Buch Bir Aksiyon Problemi Olarak Felsefe befasste er sich erneut mit der Behandlung aktueller Probleme aus philosophischer Sicht und griff dabei auf Ansätze bekannter Philosophen wie Sokrates, Immanuel Kant, den Wiener Kreis und Ziya Gökalp, aber auch auf bekannte aus- und inländische Autoren und Dichter wie Anatole France, Rabindranath Thakur, Tevfik Fikret und Mehmet Âkif Ersoy zurück. Die Probleme untersuchte er dabei mit Hilfe und unter Betrachtung bekannter philosophischer Strömungen wie Skeptizismus, Positivismus, Pragmatismus, Marxismus, Materialismus, Realismus, Rationalismus oder auch Idealismus. Dabei untersuchte er die Erkenntnisse der jeweiligen Philosophie in Bezug auf mögliche Maßnahmen zur Problemlösung sowie die philosophische Argumentation im Hinblick auf die aktuellen Lebensbedürfnisse. Im Ergebnis kam er zum Schluss, dass neben den philosophischen Lösungsansätzen aktueller Probleme insbesondere die ökologischen und zeitgeschichtlichen Faktoren zu betrachten seien. Neben den Problemen in der Türkei untersuchte er aber auch die Situation in der Sowjetunion unter Josef Stalin oder im Deutschen Reich unter Adolf Hitler unter Betrachtung der dort herangezogenen Ansätze wie Hegelianismus, Dialektischer Materialismus, Marxismus-Leninismus oder Nationalsozialismus und vor dem Hintergrund des Zweiten Weltkrieges.
Nachdem Lacombe 1947 den Ruf auf eine Professur für Philosophiegeschichte und Vergleichende Philosophie an der Université Lille Nord de France angenommen hatte, wurde Akder 1948 dessen Nachfolger als Leiter der Philosophischen Abteilung der Universität Ankara. Zugleich übernahm er den dortigen Lehrstuhl für Systematische Philosophie, den er bis zum Erreichen der Altersgrenze von 70 Jahren am 13. Juli 1971 innehatte.

### Vorsitzender desTürk Ocağı
Nach dem Militärputsch vom 27. Mai 1960 wurde er Nachfolger von Osman Turan als Vorsitzender des Türk Ocağı, eines 1912 gegründeter Vereins, der zunächst den Turanismus und später einen türkischen Nationalismus im Rahmen des Misak-ı Millî propagierte und den Ideen von Mustafa Kemal Atatürk nahestand. 1961 folgte ihm Hamdullah Suphi Tanrıöver als Vorsitzender dieses Vereins. 1961 wurde er außerdem Mitglied des Wissenschaftlichen Ausschusses des Instituts für Kulturforschung (Türk Kültürünü Araştırma Enstitüsü).
Im Februar 1964 beteiligte sich Akder an einem vom Ostkolleg der Bundeszentrale für Heimatdienst in Köln organisierten Kongress mit der Schrift Şarkî Avrupa'nın iktisadi ve içtimai Durumu, in der er sich mit der wirtschaftlichen und sozialen Lage in Osteuropa befasste. Neben seiner Lehrtätigkeit an der Universität Ankara hielt er 1970 zudem Vorlesungen zur Religionsphilosophie und Moralphilosophie an dem 1965 gegründeten und dem Ministerium für Nationale Erziehung (Millî Eğitim Bakanlığı) unterstehenden Höheren Islamischen Institut (Yüksek İslâm Enstitüsü) in Kayseri.
Neben seiner Lehr- und Forschungstätigkeit veröffentlichte Akder philosophisch-soziologische Artikel in den von der Fakultät Sprachwissenschaften, Geschichte und Geografie der Universität Ankara herausgegebenen Zeitschriften Dergisi (1944 bis 1960) beziehungsweise Türk Kültürü (1963 bis 1976). Daneben erschienen Aufsätze in Fachzeitschriften wie Özleyiş (1945 bis 1947), Ülkü (1946), Türk Yurdu (1954 bis 1961), Dili Yolu (1956), Devlet Tiyatroları (1956), Öğretmen (1957), Bilgi (1958), İslâm (1958), Gençlik Diyor Ki (1960), Türk Kültürü Araştırmaları (1964), Culture Turcica (1964), Araştırma (1965), Turancı (1967), Bayrak (1969) und Belgelerle Türk Tarihi (1976).

## Veröffentlichungen
- Modern Bir Kültür Buhranının ifadesi Olarak Bazı Felsefe Problemlerinin Tetkikine Giriş, Habilitation, 1942
- Bir Aksiyon Problemi Olarak Felsefe, 1946
- Şarkî Avrupa'nın iktisadi ve içtimai Durumu, 1964